# Rick Law

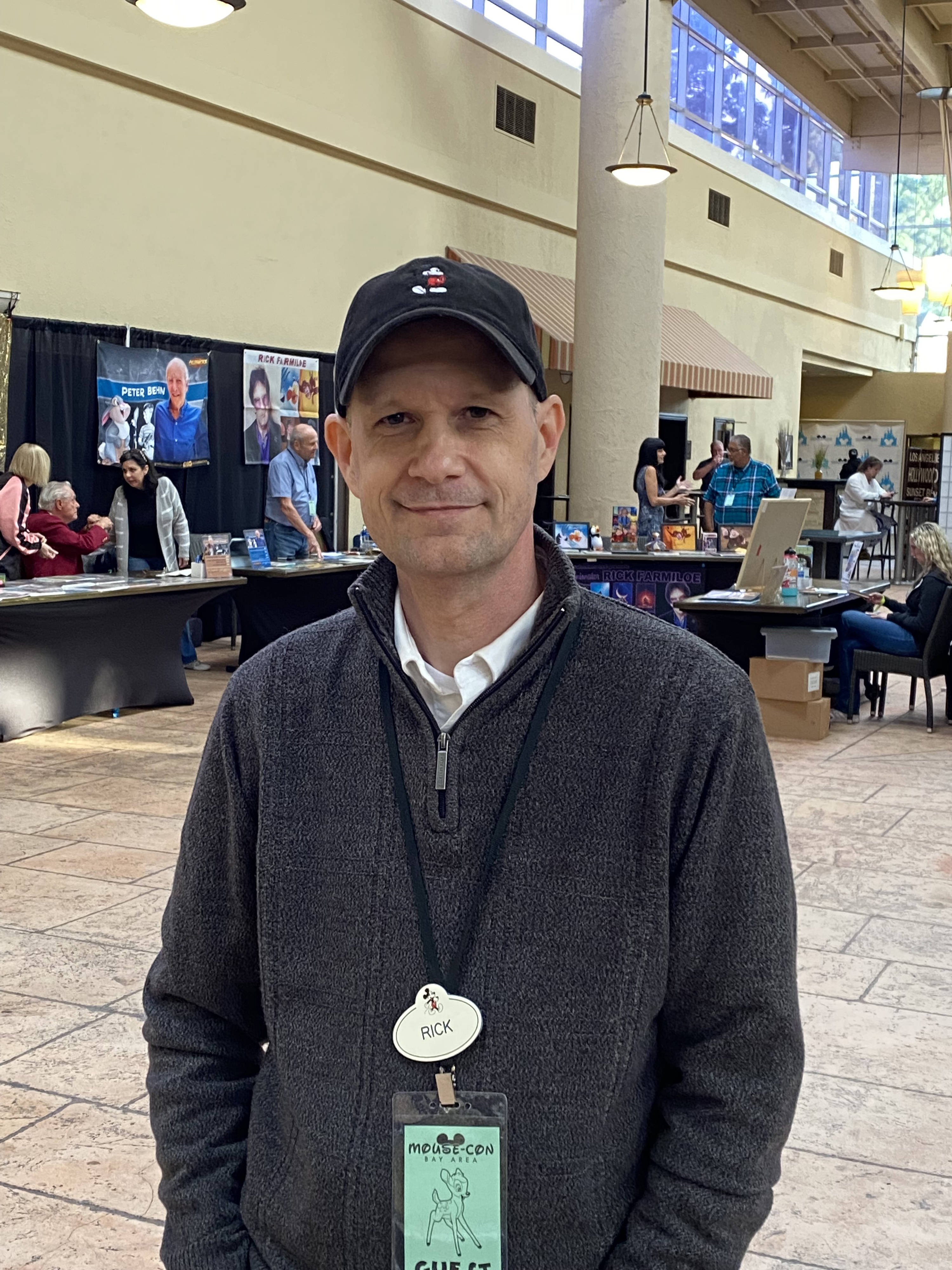
Rick Law, 2022

Rick Law (* 15. Dezember 1969) ist ein US-amerikanischer Illustrator in der Unterhaltungsbranche.
Er arbeitete unter anderem für die Walt Disney Studios, Paramount Pictures und MTV. 1995 erschuf Law die Schwarz-Weiß-Comic-Serie Beyond The Veil. Law war sowohl als Autor wie auch als Zeichner der Serie verantwortlich.